# Linijka

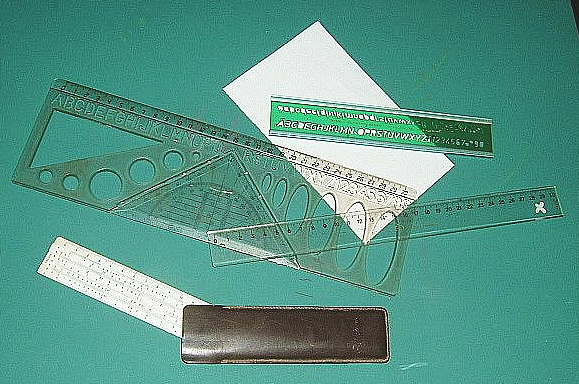
Przyrządy kreślarskie: linijka, szablon pisma, suwak logarytmiczny, wzornik (figury geometryczne)

Linijka – mały liniał rysunkowy, prosty przyrząd kreślarski o kształcie prostokąta i przekroju trapezu. Najczęściej z naniesioną podziałką mianowaną, jednostronną. Używana do kreślenia linii prostych. Linijka z podziałką bywa nazywana przymiarem rysunkowym.